# Момина църква
Момина църква е село в Югоизточна България. То се намира в община Средец, област Бургас. За кратък период (1959 – 1970 г.) селото е било в състава на Ямболски окръг. От 1951 до 1994 г. се е наричало Желязково.

## География
Село Момина църква се намира в планината Странджа, само на 8 km от българо-турската граница, на 8 km от Факия, на 16 km от Долно Ябълково и на 20 km от Горно Ябълково, на 31 km от общинския център Средец и на 61 km от областния център Бургас. Разположено е в полите на гористия странджански връх Кърварска /Кервансарай/ с височина 632 м. То се намира на 350 м надморска височина и заема котловината между хълмовете Дебелата кория на юг, Юрдията на север и Баира на запад.

## История
Селото има дълга и богата история, която започва още през 1618 г. В документа селото е посочено като Казълджа килисе и по това време в него живеят 17 семейства. По-късно името се променя на Казъклисе. От 1934 г. носи българския си превод – Момина църква. 
Името на селото е свързано с легендата за красавицата Каля, в която Реджеб паша се влюбил и заплатил откуп, достатъчен за построяването на църква. Сянката на момата била вградена в зидовете на църквата и тя починала преди да отиде в турския харем на пашата. Така хубавата Каля осигурила и пари за строежа, и здравината на построената църква. 
С името е свързана и друга легенда. В нея се разказва за хубавата мома Неделя, за която турски бей изпратил заптиета да му я отвлекат за харема. За да запази честта си и да не стане ханъма на гюндюзлерския бей, Неделя побягнала през кепенка (скритата врата на къщата), но навън валял проливен дъжд. Дъждът отнесъл дървения мост на реката. Без да се замисли момата се хвърлила в мътните води и се удавила пред погледа на тичащите след нея конни заптиета. Големият ѝ брат помолил свещеника на селото тялото ѝ да бъде погребано в църковния двор. Така и станало. Оттогава турците нарекли църквата на селото „Къзъклисе“, т.е. „Момина църква“
По време на Руско-турската война от 1877–1878 г., изтегляйки се от българските земи, башибозуците зверски избиват 270 деца, жени и мъже и опожаряват 40 къщи в селото. С борбите за национално освобождение се свързват имената на Левски и Стефан Караджа, а по-късно и на Лазар Маджаров и Михаил Герджиков. По време на войната от 1912 до 1918 г. са убити близо 100 фронтоваци от Момина църква. Момците от селото вземат участие и във Втората световна война. Първото училище в селото е създадено през 1860 г., а църквата „Света Петка“ е строена през 1892 г. Първото читалище „Светлина“ е основано през 1906 г.
През 20-те години на XX век в селото за кратко съществува толстоистка колония.
От 13.03.1951 г. с Указ на Президиума на Народното събрание № 107 селото е преименувано на Желязково, на името на Желязко Коюмджиев (1914 – 1943), активен местен деятел на РМС и БКП. Това име селото носи до 01.02.1994 г., когато с Президентски указ № 22 е възстановено по-ранното му име Момина църква.
Селскостопанският техникум е открит през 1958 г., а 10 години по-късно е преобразуван в Средно професионално техническо училище по селското стопанство. Със заповед на Министерството на народната просвета през 1972 г. СПТУ е преместено в Айтос, където сега е Професионална гимназия по селско стопанство „Златна нива“. Постройката на техникума в селото е превърната в руини и е опасна за доближаване заради риск от падащи отломки. От 4-етажната сграда на практика са останали само фасадните стени.
В края на 50-те години на миналия век село Желязково е най-голямото село между Бургас, Одрин и Лозенград. Къщите са били близо 900, а жителите в този период са наброявали 3580.
До края на XX век в селото е имало основно училище с няколко паралелки до 8 клас, действаща детска градина, както и футболно и баскетболно игрища. Днес децата, основно от ромски произход, се извозват за учебни занятия в съседното село Факия.

### Община и кметство
Селско общинско управление с. Къзъклисе е създадено през 1882 г. През 1890 г. преминава към Бургаска околия и през 1925 г. след оформянето на Карабунар за околийски център селото преминава към Карабунарска околия. При образуването си управлението се състои от едно-единствено село. През 1934 г. управлението се преименува в Селско общинско управление с. Момина църква, към което се присъединява с. Горска поляна. Център на управлението е с. Момина църква. Начело на община е общинска управа с кмет, назначен от Околийското управление – с. Средец. През 1948 г. се провеждат избори и за първи път се избират народни съветници, които по закона се именуват депутати на трудещите се. Общината се преименува на Селски народен съвет на депутатите на трудещите се. От 1948 до 1952 г. начело на общината стои общинска управа с председател и секретар. В обсега на общината влизат селата Момина църква и Горска поляна. През 1951 г. село Момина църква се преименува в с. Желязково и общината се преименува в Община Желязково. През 1959 г. общината става Селски общински народен съвет с изпълнителен комитет, възглавяван от председател и секретар и минава на подчинение на Окръжния народен съвет – Ямбол. През 1970 г. съветът преминава към Бургаски окръг. Селски общински народен съвет – с. Желязково, Бургаско съществува до изборите на 25.03.1979 г. след което става кметство.

### Стопански структури
ТКЗС „Червено знаме“ – с. Желязково, Ямболско е основано на 26.09.1948 г. с предмет на дейност – селскостопанска дейност с два основни отрасъла – растениевъдство и животновъдство. През 1959 г. се извършва уедряване на стопанството чрез вливането на с. Горска поляна. Стопанството е самостоятелна юридическа личност, регистрирано в Народния съд. Работи на стопанска сметка и самоиздръжка. Има собствен баланс и банкова сметка в БНБ – Елхово. Обединеното ТКЗС „Червено знаме“ – с. Желязково е създадено през 1959 г. и включва селата Желязково и Горска поляна. На 01.01.1971 г. е създадено АПК – Грудово и в състава му влиза и ОТКЗС „Червено знаме“ – с. Желязково. С решение на общо събрание на ОТКЗС, от януари 1976 г. е създаден Смесен териториален клон – с. Желязково и губи юридическата си самостоятелност. През 1978 г. СТК – с. Желязково продължава своята дейност в състава на АПК – Грудово като Клоново стопанство – с. Желязково. След извършване на промени в структурата на АПК през 1984 г. Клоновото стопанство се преименува в Комплексна бригада – с. Желязково. С решение на ОК на БКП – Бургас и Общински комитет на БКП – Грудово на 03.3.1986 г. от АПК – Грудово се отделят бригадите в селата: Факия, Желязково, Голямо буково и Сливово и образуват АПК – Факия. Комплексната бригада – с. Желязково съществува в състава на АПК – Факия до септември 1989 г. През октомври 1989 г. се създава Колективно земеделско стопанство – с. Желязково. С протокол от 28.03.1991 г. на учредително събрание е създадена Земеделска колективна кооперация „Пчела“, регистрирана от Бургаския окръжен съд с решение от 23.7.1991 г. На основание заповед № РД-15-547 на областния управител в Бургас е назначен Ликвидационен съвет на ЗКК „Пчела“, регистриран от Бургаския окръжен съд с решение от 05.8.1992 г. От 1994 г. с. Желязково се преименува в с. Момина църква. ЛС на ЗКК „Пчела“ – с. Момина църква, Бургаско прекратява дейността си през май 1995 г. на основание Заповед № 1-1405 от 16.5.1995 г. на Министъра на земеделието и хранителната промишленост.

## Обществени институции и икономика
- Кметство
- Църква „Св. Параскева“ – единственият катедрален храм, запазен в Западна Странджа. Изграден е в  архитектурен стил на тревненската школа. В църквата са запазени оригиналните стенописи и прекрасно изработен иконостас.
- Читалище „Светлина“ – сграда от 1906 г. с 6 кръгли колони
- Фирма за селскостопански услуги
- Овцеферма

## Население

### Етнически състав
Преброяване на населението през 2011 г.
Численост и дял на етническите групи според преброяването на населението през 2011 г.:
|                     | Численост |
| Общо                | 337       |
| Българи             | 302       |
| Турци               | 11        |
| Цигани              | 21        |
| Други               | -         |
| Не се самоопределят | -         |
| Неотговорили        | 3         |

## Редовни събития
Всяка година, през последните събота и неделя на септември в селото се организира традиционен събор (панаир или панагир). По време на панаира се провеждат родови срещи, отбелязват се кръгли годишнини от завършилите училище в селото, както и традиционните за този край народни борби.

## Личности
- Янко Забунов (1868 – 1909) – един от съоснователите на БЗНС
- н. а. Стоян Попов (1933 – 2017) – оперен певец
- проф. Никола Бошев (1915 – 2002) – виден български физиолог
- з. м. с. Иван Гинов (р. 1956 г.) – световен вицешампион и европейски шампион по борба
- з. м. с. Тонка Петрова – европейска шампионка по лека атлетика
- з. м. с. Дончо Жеков Памуков (р. 1952 г.) – световен вицешампион и европейски шампион по борба
- ст. н. с. д-р Станка Василева Михова (1945 – 1991)
- д-р Васил Пеев (1923 – 1991) – български психиатър, главен лекар на Държавна психиатрична болница „Д-р Георги Кисьов“
- Никола Димов Писаров (1925 – 1987) – ръководител на строителна бригада[2]